# Kalenderovci Donji
Kalenderovci Donji je naseljeno mjesto u sastavu Grada Dervente, Republika Srpska, BiH. 

## Stanovništvo
| Kalenderovci Donji |              |
| Godina popisa      | 1991.        |
| Srbi               | 86 (29,63%)  |
| Hrvati             | 62 (19,14%)  |
| Jugoslaveni        | 4 (1,23%)    |
| Muslimani          | 152 (46,91%) |
| ostali i nepoznato | 10 (3,09%)   |
| ukupno             | 324          |